# 단일 프로그래밍
단일프로그래밍 또는 유니프로그래밍(Uniprogramming)은 시스템의 경우에는 항상 시스템 내에 하나의 프로세스만이 존재하며, 현재의 프로세서가 종료된 뒤에 다른 프로세서가 생성되어 실행할 수 있다. 따라서 모든 시스템 자연들의 프로세서가 사용되면서 자연에 대한 관리 기법이 매우 단순해진다.